# Indywidualne Mistrzostwa Świata na Żużlu 1992
Indywidualne Mistrzostwa Świata na Żużlu 1992 – cykl turniejów żużlowych mających wyłonić najlepszych żużlowców na świecie. Tytuł wywalczył Gary Havelock z Wielkiej Brytanii.
Sławomir Drabik wystąpił z dziką kartą organizatora imprezy jako najlepszy reprezentantów Polski w półfinale światowym.

## Finał Światowy
- 29 sierpnia 1992 r. (sobota),  Wrocław – Stadion Olimpijski

| Msc. | Zawodnik           | Kraj              | Pkt |             |  |
| ---- | ------------------ | ----------------- | --- | ----------- |  |
| 1    | Gary Havelock      | Wielka Brytania   | 14  | (3,2,3,3,3) |  |
| 2    | Per Jonsson        | Szwecja           | 11  | (0,3,2,3,3) |  |
| 3    | Gert Handberg      | Dania             | 10  | (3,2,3,2,0) |  |
| 4    | Tommy Knudsen      | Dania             | 9   | (3,3,0,1,2) |  |
| 5    | Henrik Gustafsson  | Szwecja           | 9   | (1,0,2,3,3) |  |
| 6    | John Jörgensen     | Dania             | 8   | (2,1,0,3,2) |  |
| 7    | Jimmy Nilsen       | Szwecja           | 7   | (3,w,3,0,1) |  |
| 8    | Sam Ermolenko      | Stany Zjednoczone | 7   | (1,3,1,w,2) |  |
| 10   | Sławomir Drabik    | Polska            | 6   | (d,3,2,1,w) |  |
| 9    | Kelvin Tatum       | Wielka Brytania   | 6   | (0,0,3,1,2) |  |
| 11   | Rick Miller        | Stany Zjednoczone | 6   | (0,2,2,2,w) |  |
| 12   | Ronnie Correy      | Stany Zjednoczone | 6   | (2,2,0,1,1) |  |
| 13   | Mitch Shirra       | Nowa Zelandia     | 6   | (2,1,1,2,0) |  |
| 14   | Tony Rickardsson   | Szwecja           | 5   | (2,1,1,0,1) |  |
| 15   | Zdenek Tesar       | Czechosłowacja    | 5   | (1,1,1,2,0) |  |
| 16   | Brian Karger       | Dania             | 4   | (1,0,0,0,3) |  |
|      | rez. Martin Dugard | Wielka Brytania   | ns  |             |  |
|      | rez. Antal Kocso   | Węgry             | ns  |             |  |